# San Juan de Baños

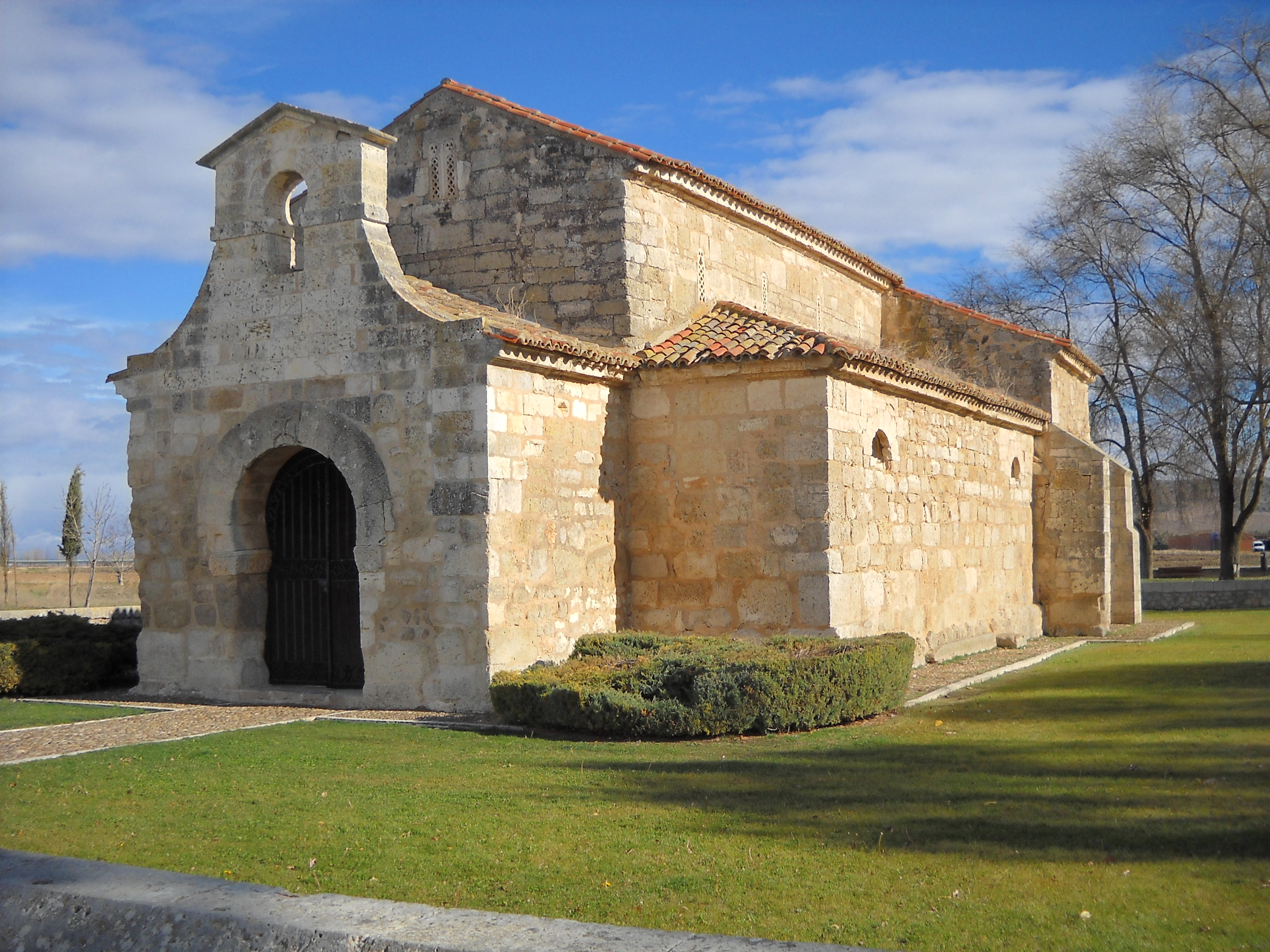
Westfassade

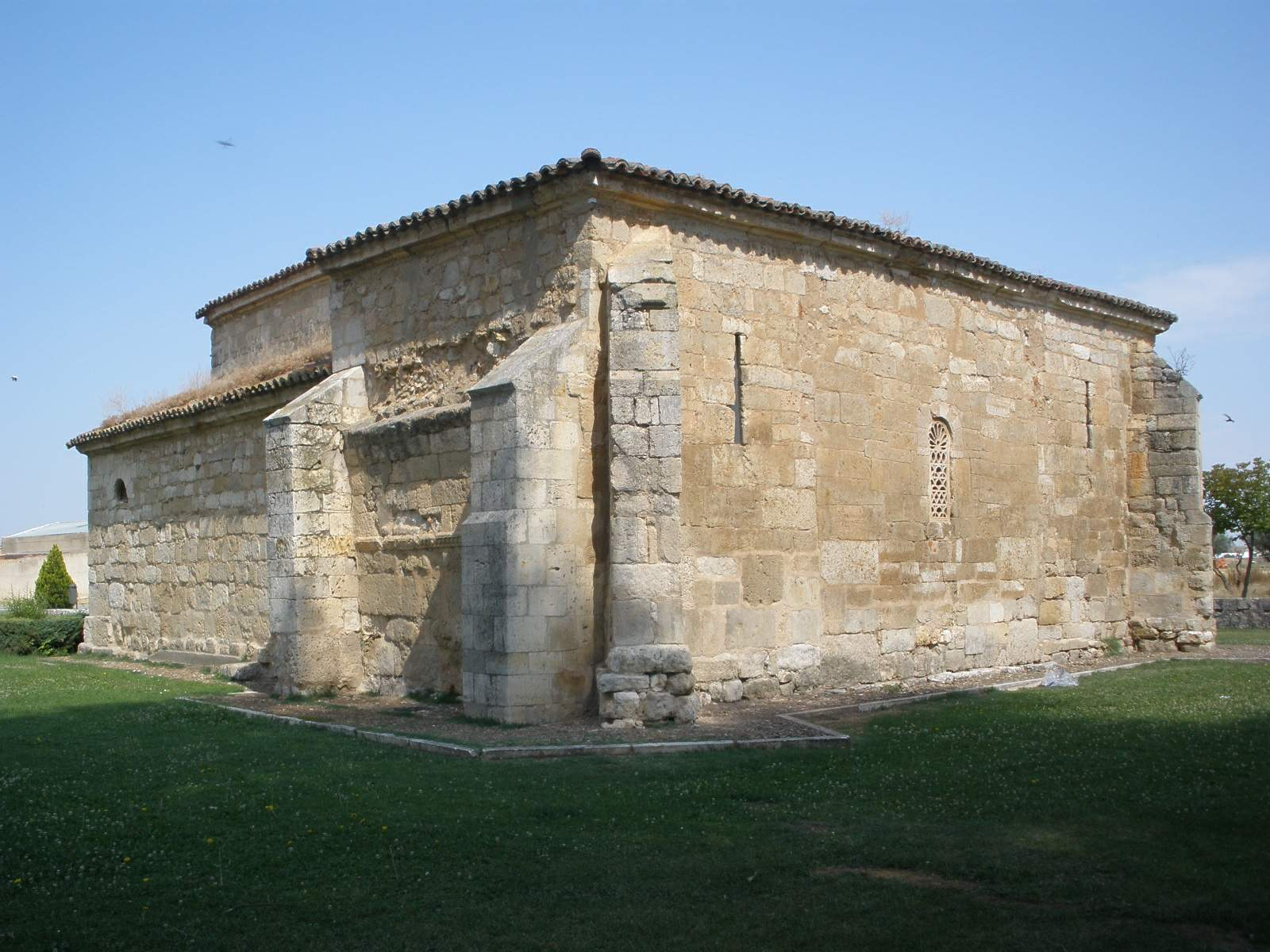
Ostfassade mit entfernten Querhausenden

San Juan de Baños ist eine westgotische Kirche in Baños de Cerrato, einem Ort in der Gemeinde Venta de Baños, etwa zehn Kilometer südlich von Palencia, in der spanischen Autonomen Gemeinschaft Kastilien und León. Sie wurde 1897 als Baudenkmal (Bien de Interés Cultural) unter Denkmalschutz gestellt.

## Lage
Koordinaten: 41° 55′ 15″ N, 4° 28′ 20,5″ W
Die Kirche befindet sich in der Ebene des Pisuerga, in der Nähe seines Zusammenflusses mit dem Carrión, in der heutigen Provinz Palencia. Schon in römischer Zeit war die Ebene ein Getreideanbaugebiet, auch die Thermalquellen wurden bereits damals genutzt.

## Geschichte

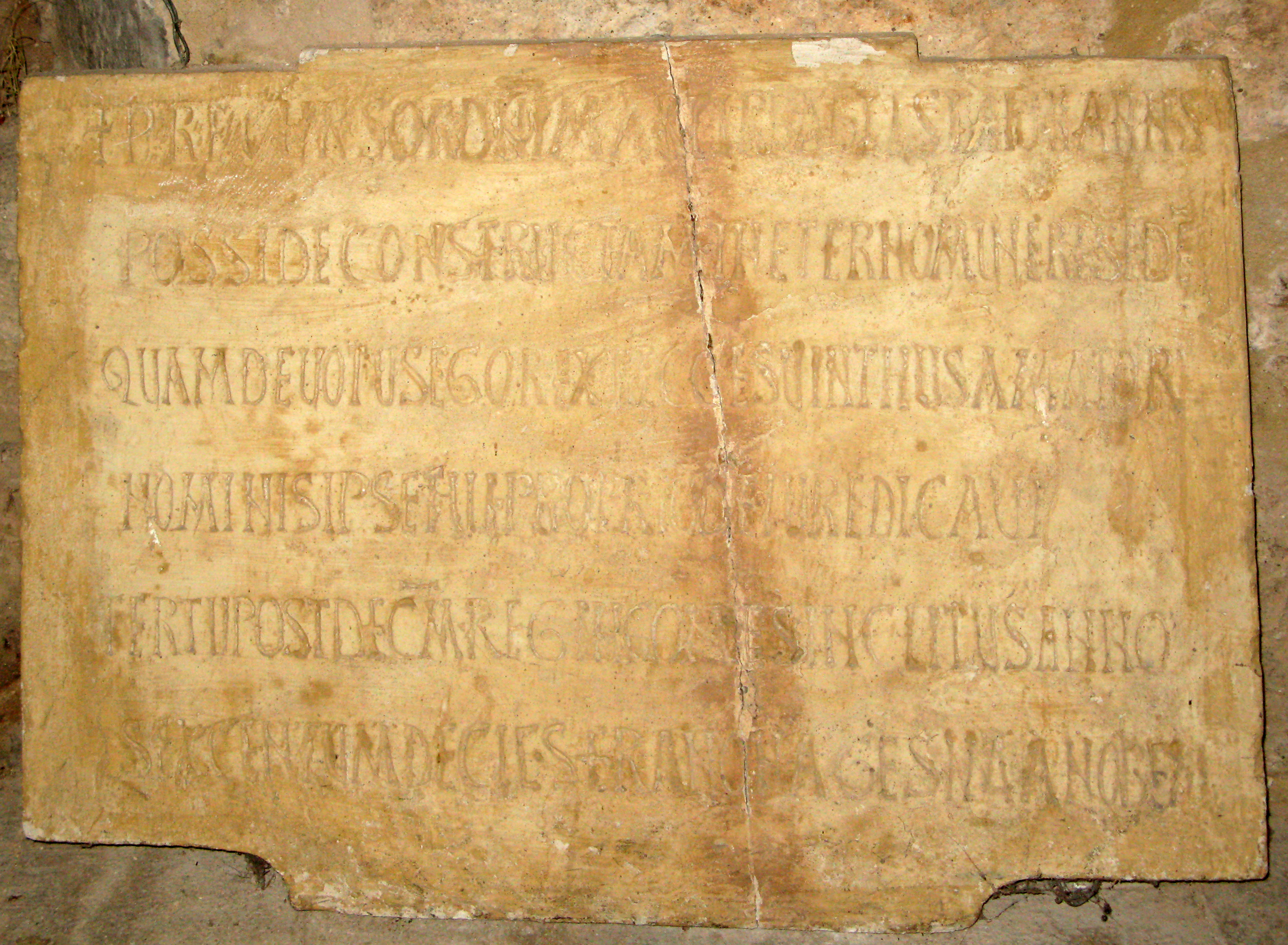
Weiheinschrift des Königs Rekkeswinth (Kopie)

San Juan de Baños ist der einzige westgotische Kirchenbau, dessen Entstehungsjahr sicher datiert werden kann. Die Kirche wurde von König Rekkeswinth (653–672), Mitregent des Westgotenreiches ab 649, zu Ehren Johannes des Täufers am 3. Januar 661 geweiht, wie eine in der Kirche erhaltene Inschrift besagt. Deren Übersetzung lautet:

„Vorläufer des Herrn, Märtyrer, Täufer Johannes, nimm als ewige Gabe diese für dich gebaute Basilika, die ich, Ergebener, König Rekkeswinth, selbst Verehrer deines Namens, dir zugeeignet habe, ich habe sie erbaut und ausgestattet auf meine Kosten und auf dem Gebiet meines eigenen Erbes im Jahre 699, im zehnten Jahr der Herrschaft meines Vaters Chindaswinth und nach drei Jahren meiner Mitregentschaft.“

Das Jahr 699 bezieht sich auf die spanische Ära, die Zeitrechnung im damaligen Spanien, die bis ins 14. Jahrhundert in Aragón und Kastilien in Gebrauch war und 38 Jahre vor Christi Geburt einsetzt. Dem zehnten Jahr der Herrschaft von Chindaswinth (642–653) und dem dritten Jahr der Mitherrschaft von Rekkeswinth entspräche allerdings das Jahr 651. Den Bau der Kirche soll der König aus Dankbarkeit für die Genesung von seiner Nierenerkrankung veranlasst haben, die er den Heilkräften des dortigen Quellwassers zuschrieb.
Durch einen späteren Umbau – wohl noch im Mittelalter – wurde das Querschiff auf die Baufluchtlinie der Seitenschiffe eingekürzt und neben der Apsis vor dem Mittelschiff jeweils eine rechteckige Apsis vor den Seitenschiffen angefügt.
1956 bis 1963 wurden bei Ausgrabungen im Nordosten der Kirche ein Gräberfeld mit 58 Gräbern gefunden sowie drei Objekten aus dem 7. Jahrhundert, zwei bronzene Gürtelschnallen in Form einer Lyra und der Henkel eines liturgischen Gefäßes.

## Architektur

### Außenbau

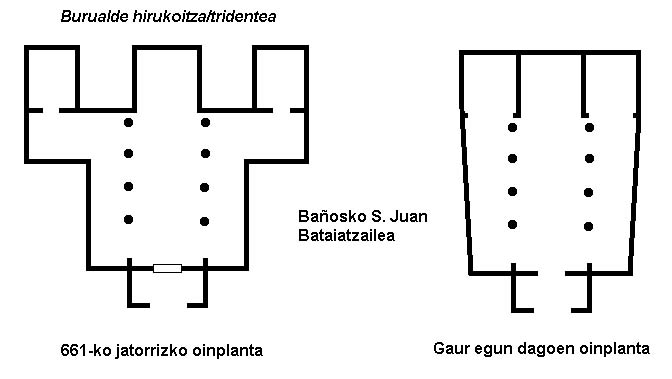
Grundrisse vor (links) und nach dem Umbau (rechts)

Die dreischiffige Basilika mit vier Jochen misst 20 × 21 Meter. Von den ursprünglich drei rechtwinklig geschlossenen Apsiden ist nur die mittlere erhalten, auch das Querhaus war wesentlich breiter. Wie in der westgotischen Architektur üblich wurde die Kirche aus exakt behauenen Kalksteinquadern errichtet, die ohne Mörtel aneinandergefügt sind.
Der Eingangsbereich befindet sich in einer westlich vorgelagerten Halle. Der darauf aufgesetzte Glockengiebel (espadaña) wurde im 19. Jahrhundert hinzugefügt. Das Eingangsportal weist einen für die westgotische Architektur typischen Hufeisenbogen auf, bei dem der Halbkreisbogen um ein Drittel stärker geschlossen ist. Auf dem Schlussstein ist ein Tatzenkreuz mit einem Clipeus, einem Medaillon, in der Mitte dargestellt. Die Kämpfer sind mit einem Fries aus Rosetten und Vierpass verziert.

### Innenraum

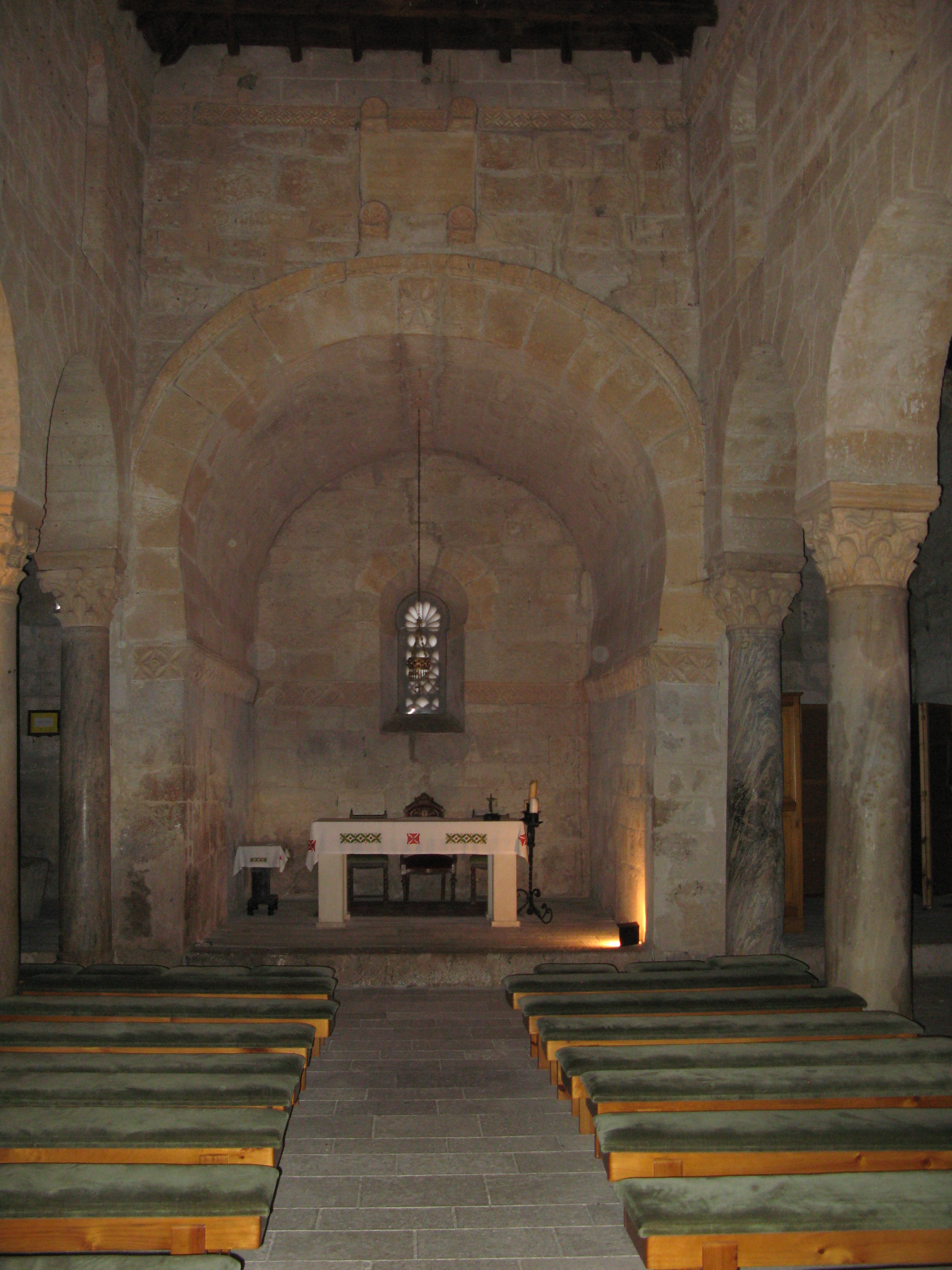
Mittelschiff und Apsis

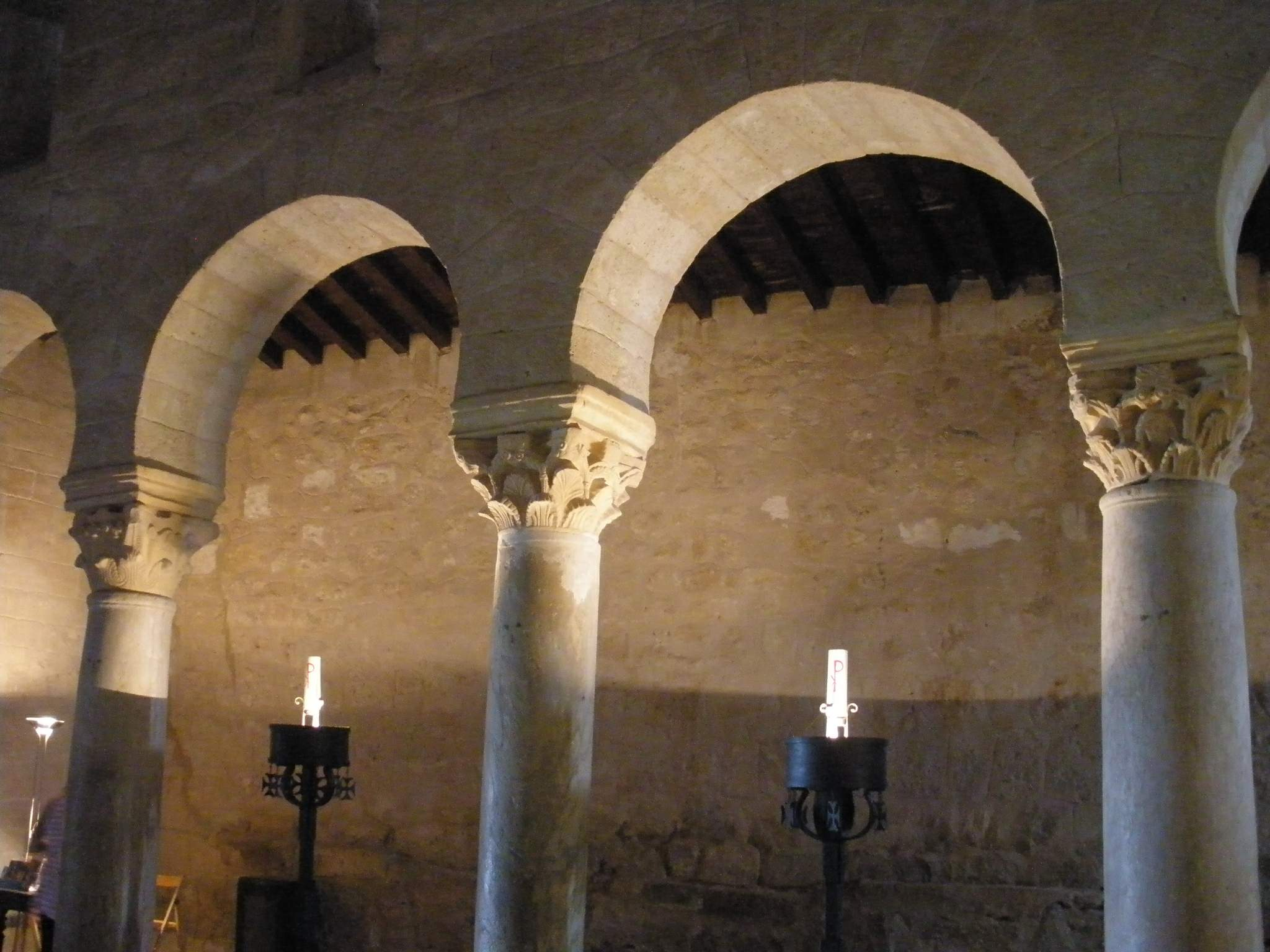
Bogenstellung zwischen Haupt- und Seitenschiff

Hufeisenbögen finden sich auch im Inneren, bei den Fensteröffnungen, dem Triumphbogen und den Bogenstellungen zwischen den Seitenschiffen und dem Mittelschiff. Letztere werden von Säulen aus grauem, beigem und rosa Marmor getragen und sind Spolien aus römischer Zeit. Von den Kapitellen ist eines ebenfalls eine römische Spolie in korinthischem Stil, alle anderen sind westgotische Nachahmungen.
In der Apsis befindet sich ein Fenster mit einem steinernen Fenstergitter (Transenna) in westgotischem Stil. Es ist – wie die anderen Fenstergitter der Kirche – eine Rekonstruktion nach gefundenen Fragmenten. Auf Kämpferhöhe des Triumphbogens setzt ein Fries an, ähnlich dem am Eingang, aus Rosetten und Vierpass. Auch hier ist auf dem Schlussstein ein Tatzenkreuz dargestellt. Darüber befindet sich, umgeben von Kragsteinen, die mit Sonnenrädern, Palmetten und Adlern verziert sind, die Marmortafel mit der Weihinschrift von König Rekkeswinth.

## Ausstattung
Eine Skulptur Johannes des Täufers aus dem 15. Jahrhundert, aus Alabaster gefertigt, die ursprünglich in der Kirche stand, befindet sich heute in der Pfarrkirche St. Martin.

## Johannesquelle

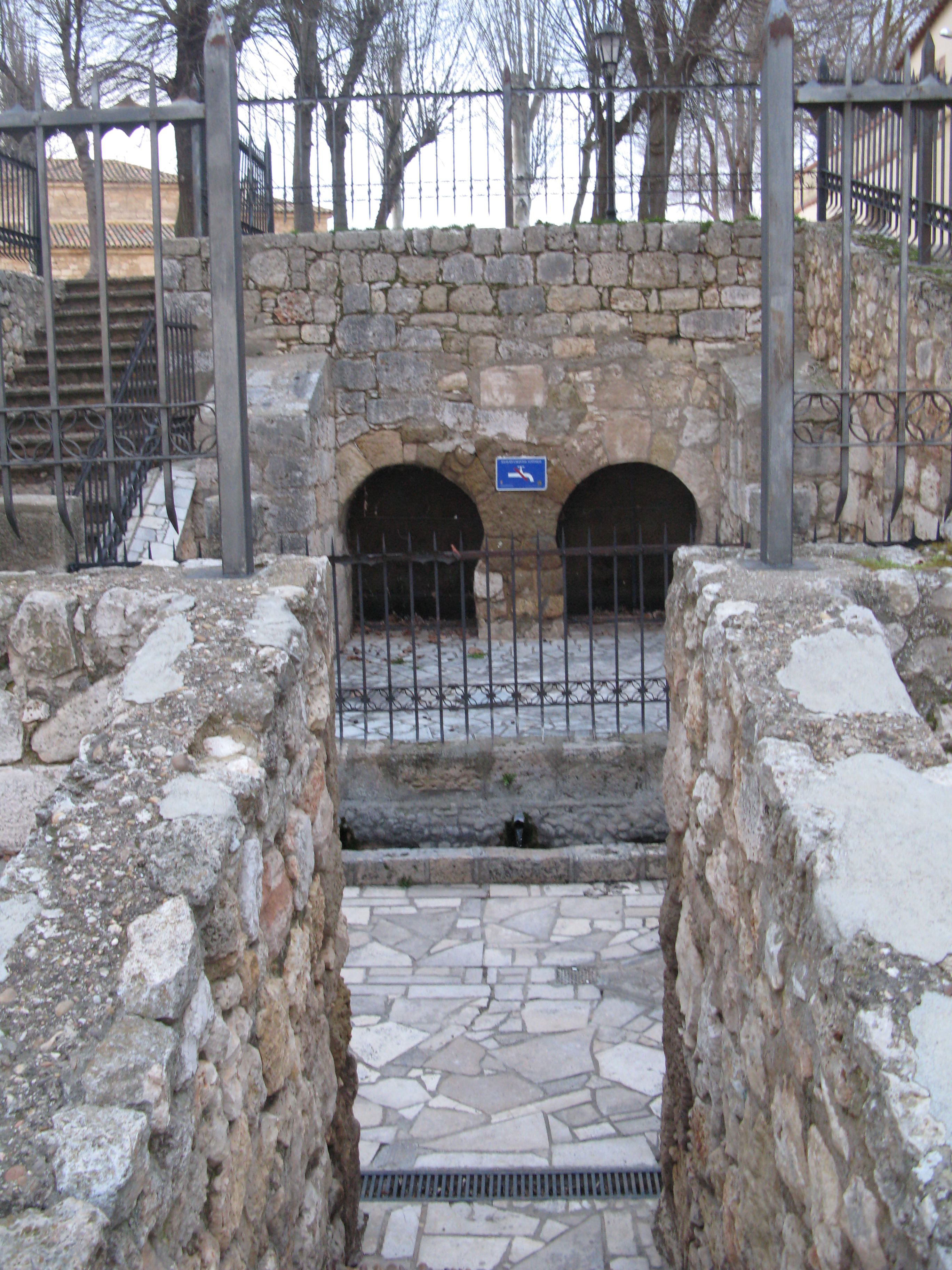
Johannesquelle mit vorromanischer Quellfassung

Die Johannesquelle Fuente de San Juan, auch Fuente de Recesvinto (Quelle des Königs Rekkeswinth), befindet sich auf der gegenüber liegenden Seite der Straße, südlich der Kirche, in einer Terrasse zum Fluss Pisuerga. Sie ist seit der Antike als Heilquelle bekannt. In römischer Zeit gab es hier einen Asklepiostempel. In der Nähe der heutigen Kirche befand sich ein Altar der Nymphen. Dessen Weiheinschrift lautet:

„NVMINI SACRVM VOTO SOL-TO“

Der Altar befindet sich im Nationalen Archäologischen Museum Spaniens in Madrid. In christlicher Zeit wurde der Ort Johannes dem Täufer geweiht.
Die Quellfassung ruht auf zwei Hufeisenbögen. Die Anlage ist eines der wenigen wasserbaulichen Bauwerke vorromanischer Architektur in Spanien. Am 8. Februar 1966 wurde sie zum Denkmal der Provinz erklärt. Bauzeitliche Reste der Zisterne, die für Tauchbäder genutzt wurde, sind erhalten. Die Quelle führt immer noch eine erhebliche Menge Wasser.